# Nomenclatura Combinada da União Europeia
A Nomenclatura Combinada (NC) é a actual nomenclatura pautal e estatística da União Europeia. Substitui as anteriores nomenclaturas da Pauta Aduaneira Comum e da NIMEXE (Nomenclatura das Mercadorias para as Estatísticas do Comércio Externo da Comunidade e do Comércio entre os respectivos Estados-Membros).
A Nomenclatura Combinada foi criada pelo Regulamento (CEE) n.º 2658/87 do Conselho, de 23 de Julho de 1987, com base na «Convenção Internacional sobre o Sistema Harmonizado de Designação e Codificação de Mercadorias» (Sistema Harmonizado) da qual a Comunidade é signatária.
A Nomenclatura Combinada é constituída pela nomenclatura do Sistema Harmonizado, pelas subdivisões comunitárias dessa nomenclatura, denominadas «subposições NC», sempre que a estas correspondam taxas de direito e pelas disposições preliminares, notas complementares de secções ou de capítulos e notas de pé-de-página relativas às subposições NC.
A cada subposição NC corresponde um código numérico constituído por oito algarismos:
- Os seis primeiros algarismos constituem os códigos numéricos atribuídos às posições e subposições da nomenclatura do Sistema Harmonizado;
- O sétimo e oitavo algarismos identificam as subposições NC. Quando uma posição ou subposições do Sistema Harmonizado não é subdividida por não ser necessário, do ponto de vista da Comunidade, os sétimo e oitavo algarismos são « 00 ».

A Comissão estabelece, com base na Nomenclatura Combinada, uma Pauta Integrada das Comunidades Europeias, denominada TARIC.